# Anglars-Saint-Félix
Anglars-Saint-Félix är en kommun i departementet Aveyron i regionen Occitanien i södra Frankrike. Kommunen ligger  i kantonen Rignac som ligger i arrondissementet Rodez. År 2022 hade Anglars-Saint-Félix 918 invånare.

## Befolkningsutveckling
Antalet invånare i kommunen Anglars-Saint-Félix
Referens: INSEE